# Sceau de la Mauritanie
Le sceau de la Mauritanie est composé d'un cercle vert dans lequel figure un croissant de lune de couleur or avec au-dessus, une étoile à cinq pointes. Ils représentent les symboles traditionnels de l'Islam. Devant le croissant, on peut voir un palmier et un épi de maïs ou de millet. Dans la partie extérieure du sceau, est écrit en français et en arabe, la dénomination officielle du pays: République Islamique de Mauritanie et الجمهورية الإسلامية الموريتانية (Al-Ǧumhūriyyah al-Islāmiyyah al-Mūrītāniyyah).  

## Histoire
Le premier sceau a été adopté le 1er avril 1959. Un nouveau sceau est adopté en 2018 à la suite de la révision de la constitution par référendum actant la modification du drapeau national. 

1959-2018
depuis 2018

## Référence
1. ↑  « Mauritanie : le changement de drapeau et la suppression du Sénat sont officiels – JeuneAfrique.com », sur JeuneAfrique.com (consulté le 17 août 2017)